# Nicolas Régnier
Nicolas Régnier (Maubeuge, c. 1591 — Veneza, 1667), conhecido na Itália como Niccolò Renieri, foi um pintor, comerciante e colecionador de arte do Condado de Hainaut, uma parte francesa dos Países Baixos Espanhóis. Ele é frequentemente referido como um artista flamengo pois esse termo costumava ser usado para designar pessoas dos Países Baixos Espanhóis. Depois de treinar em Antuérpia, ele atuou na Itália, onde fez parte do movimento internacional Caravagismo. Seus temas incluem pinturas de gênero com jogadores de cartas, cartomantes, soldados e concertos, cenas religiosas, santos, cenas mitológicas e alegóricas e retratos. Ele também pintou algumas cenas de carnavais.

## Biografia

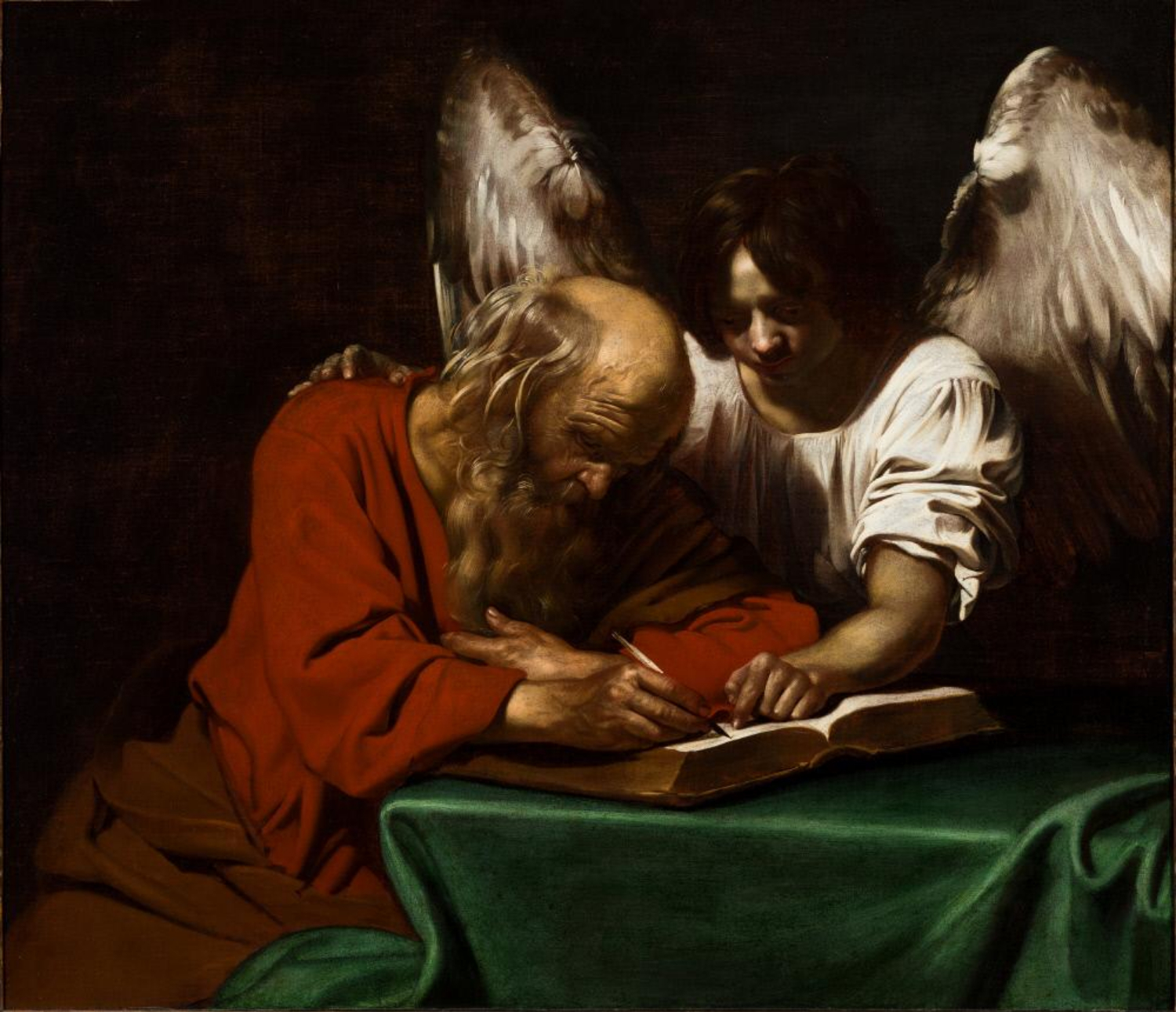
São Mateus e o Anjo (c. 1622–1625)

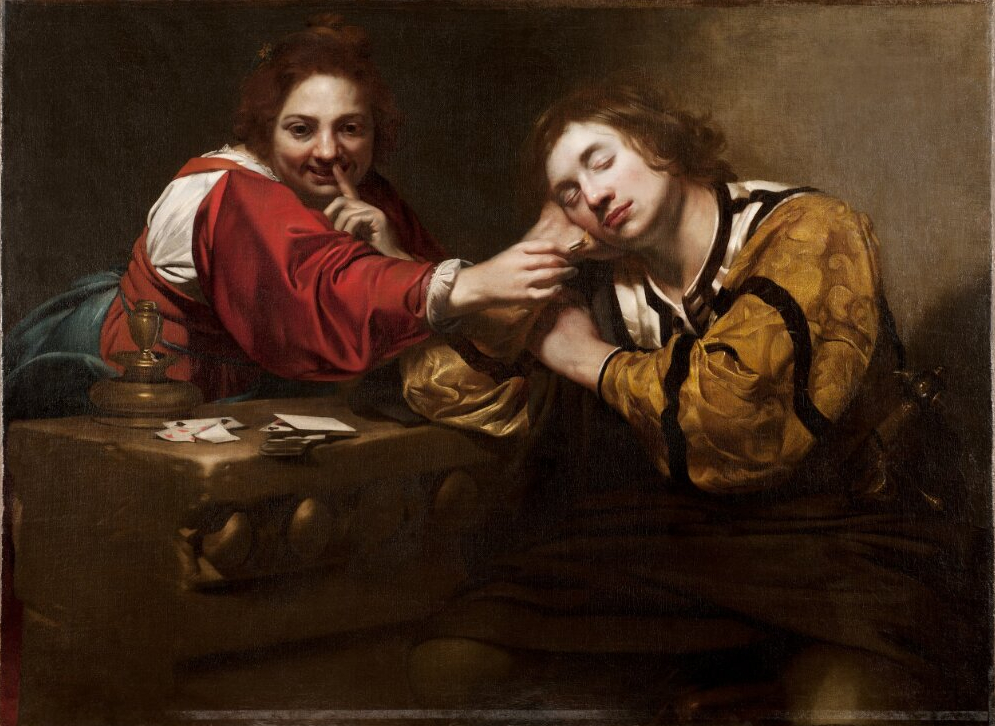
Homem adormecido acordado por uma jovem mulher com fogo (c. 1620)

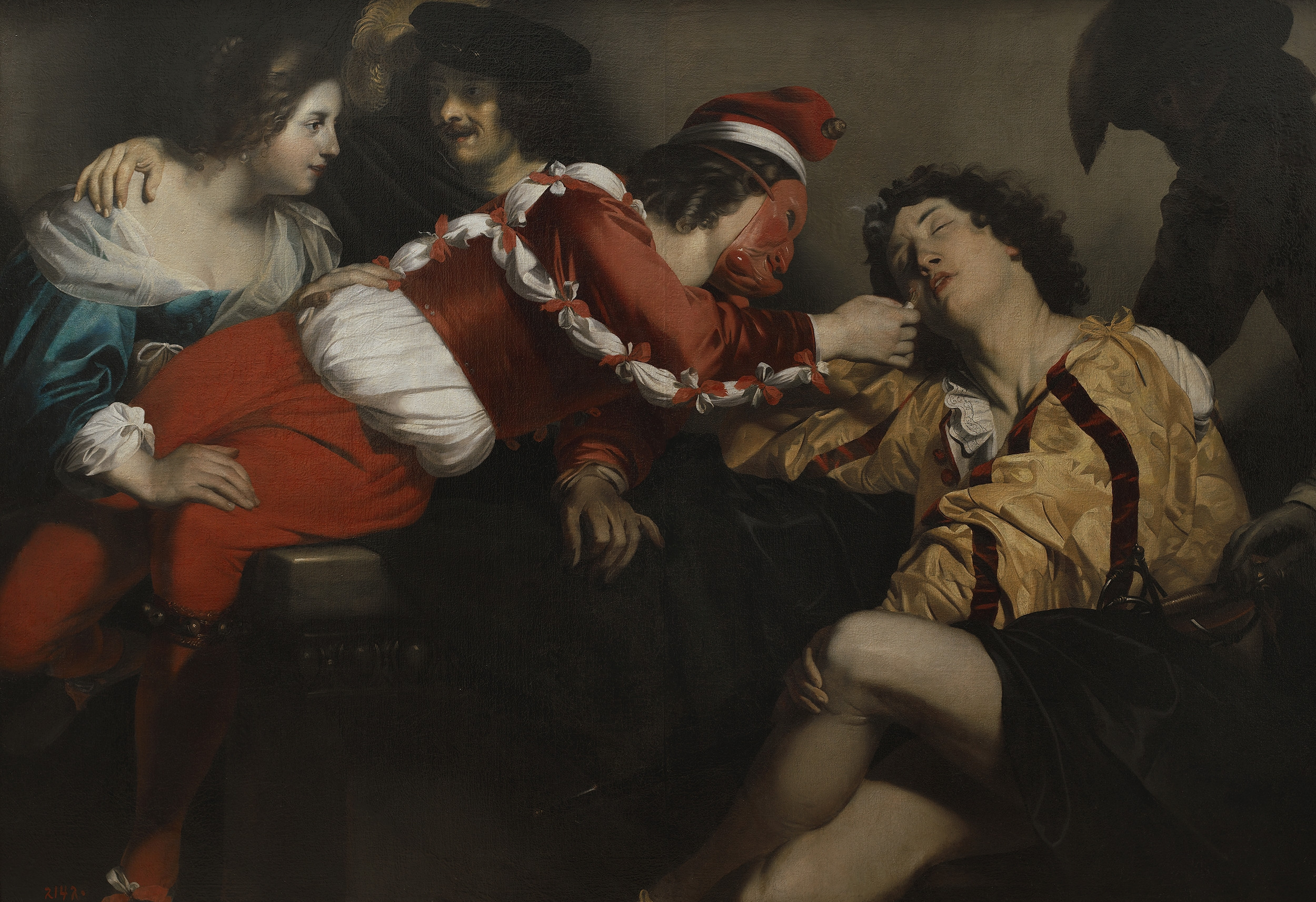
Cena de Carnaval (1630)

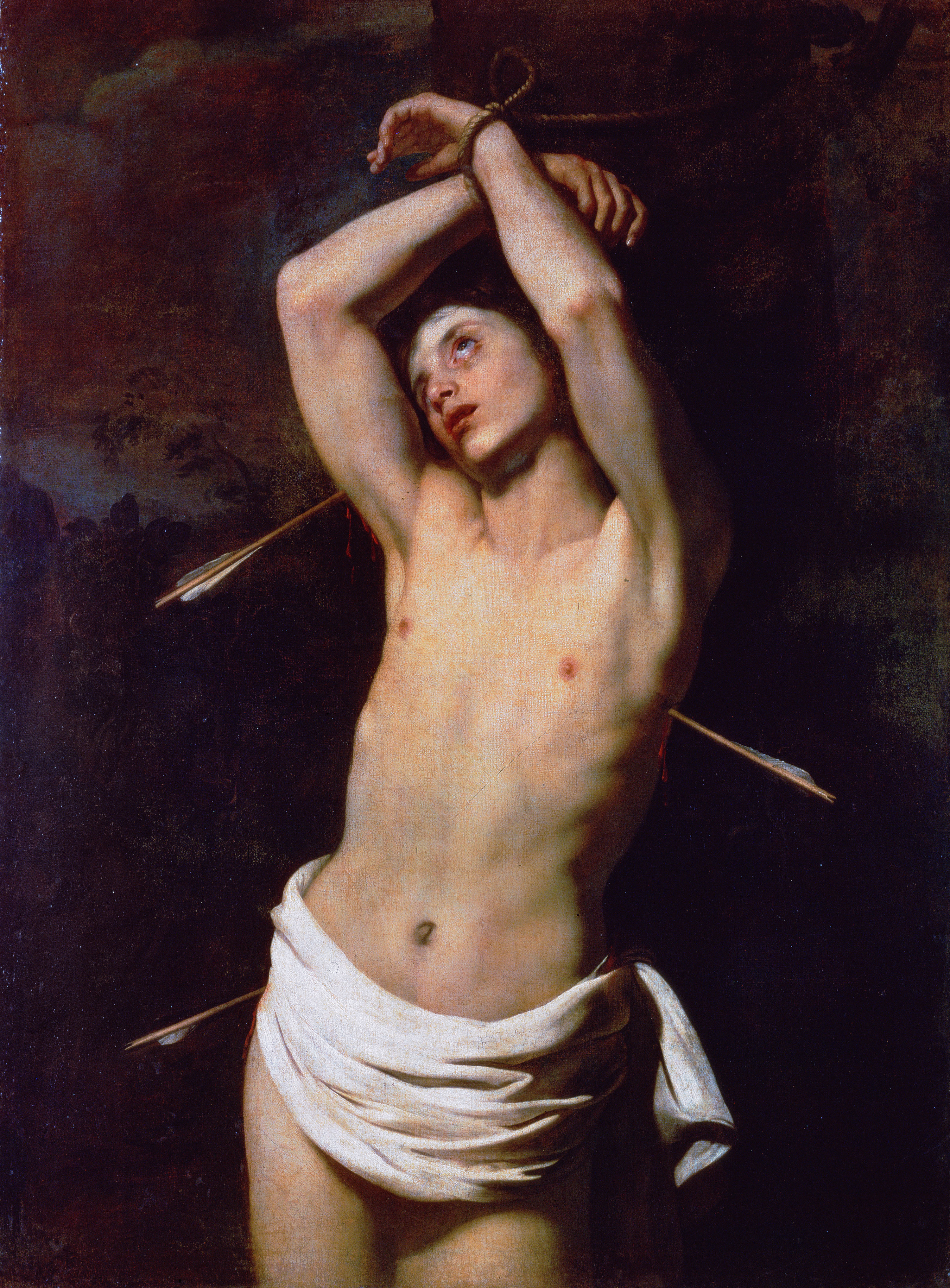
São Sebastião (c. 1620)

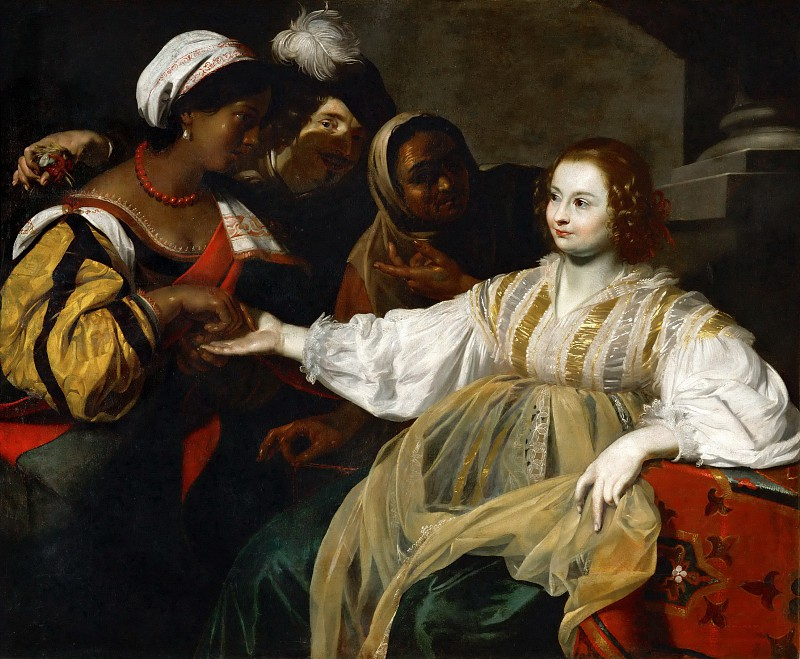
A Cartomante (c. 1625)

Régnier nasceu em Maubeuge, no Condado de Hainaut, uma parte dos Países Baixos Espanhóis que se tornara parte da França em 1678. Anteriormente, acreditava-se que sua data de nascimento era 6 de dezembro de 1591. A revisão de seus registros batismais levou à conclusão de que ele pode ter nascido pelo menos um ano antes. Ele foi aprendiz de Abraham Janssens em Antuérpia, um pintor flamengo que estudara em Roma na época de Caravaggio, sendo um dos primeiros seguidores flamengos de Caravaggio.
Ele viajou de Parma para Roma, onde esteve presente em 1616–1617. Não é claro quando Régnier chegou a Roma. Ele esteve em Roma também em 1620, quando foi registrado o compartilhamento de acomodações com os pintores holandeses David de Haen e Dirk van Baburen, ambos parte do movimento Caravagismo do Norte. Ele conheceu o trabalho de Bartolomeo Manfredi em Roma, um importante intérprete italiano de Caravaggio. O pintor e biógrafo alemão Joachim von Sandrart chamou Régnier de seguidor de Manfredi. Régnier tornou-se membro do agregado familiar do marquês Vincenzo Giustiniani, um banqueiro rico e patrono proeminente de Caravaggio. Ele foi o pintor oficial de Giustiniani e residiu durante o período de 1622–1623 no palácio de Giustiniani, o Piazza San Luigi dei Francesi. Seus deveres incluíam a pintura de temas religiosos e profanos. Depois de se casar com Cecilia Bezzi, em 1623, ele deixou a casa de Giustiniani. Em Roma, Régnier também esteve em contato próximo com Simon Vouet, cuja interpretação de Caravaggio, com sua luz clara e estrutura clássica, o influenciaria.
Em 1626 Régnier havia se mudado para Veneza, talvez depois de passar por Bolonha. Ele foi matriculado na Guilda Veneziana em 1626. Em Veneza, ele expandiu suas atividades para o comércio de antiguidades e pinturas. Em 1634, ele foi visto tentando vender pinturas ao Duque de Hamilton através de um agente inglês. Não é claro se, como marchand, ele também estava vendendo uma das falsificações que seu genro, Pietro della Vecchia, é conhecido por ter criado. Ele foi pintor do rei da França, fornecendo pinturas compradas por Jules Mazarin. Ele foi frequentemente consultado no período de 1661 a 1667 como especialista para decidir se as obras de arte eram falsificações, especialmente no que diz respeito aos desenhos. Ele também fez amizade com o pintor italiano Guido Cagnacci.
Régnier teve quatro filhas: Angélica, Anna, Clorinda e Lucrécia. Lucrécia casou-se com o pintor flamengo Daniel van den Dyck, enquanto Clorinda casou-se com o proeminente pintor italiano Pietro della Vecchia. Todas as suas filhas também eram pintoras e trabalhavam com os maridos em comissões. O único filho homem de Regnier, Giovanni Paolo, foi batizado em 27 de outubro de 1639. A meio-irmã de Régnier era Michele Desubleo, uma artista que trabalhava em um estilo muito semelhante e cujo trabalho é frequentemente atribuído erroneamente a Régnier e vice-versa. Nicolas Régnier morreu em Veneza em 1667.

## Obra
Seus temas incluem pintura de gênero com jogadores de cartas, cartomantes, concertos, soldados, cenas de carnaval, retratos, cenas religiosas, santos e temas mitológicos e alegóricos. Juntamente com o pintor francês Valentin de Boulogne, Régnier é considerado um seguidor do "Manfrediana Methodus", que se refere aos artistas que interpretaram Caravaggio através do prisma do processamento de Bartolomeo Manfredi das lições de Caravaggio. Algumas de suas obras são tão próximas das de Manfredi que foram erroneamente atribuídas a Manfredi.
O estilo de Régnier é caracterizado por sua busca pelo refinamento e elegância, em contraste com outros membros do movimento Caravagismo do Norte, como Gerard van Honthorst e Dirck van Baburen, cuja arte se concentra nos aspectos mais terrenos das pinturas de gênero. Depois de se mudar para Veneza, seu estilo ficou ainda mais suave sob a influência de pintores bolonheses, como Guido Reni.
Ele pintou São Sebastião Tratado por Santa Irene [en] três vezes, bem como várias figuras individuais quase nuas de São Sebastião e João Batista. Ele pintou também Maria Madalena várias vezes.

## Obras selecionadas

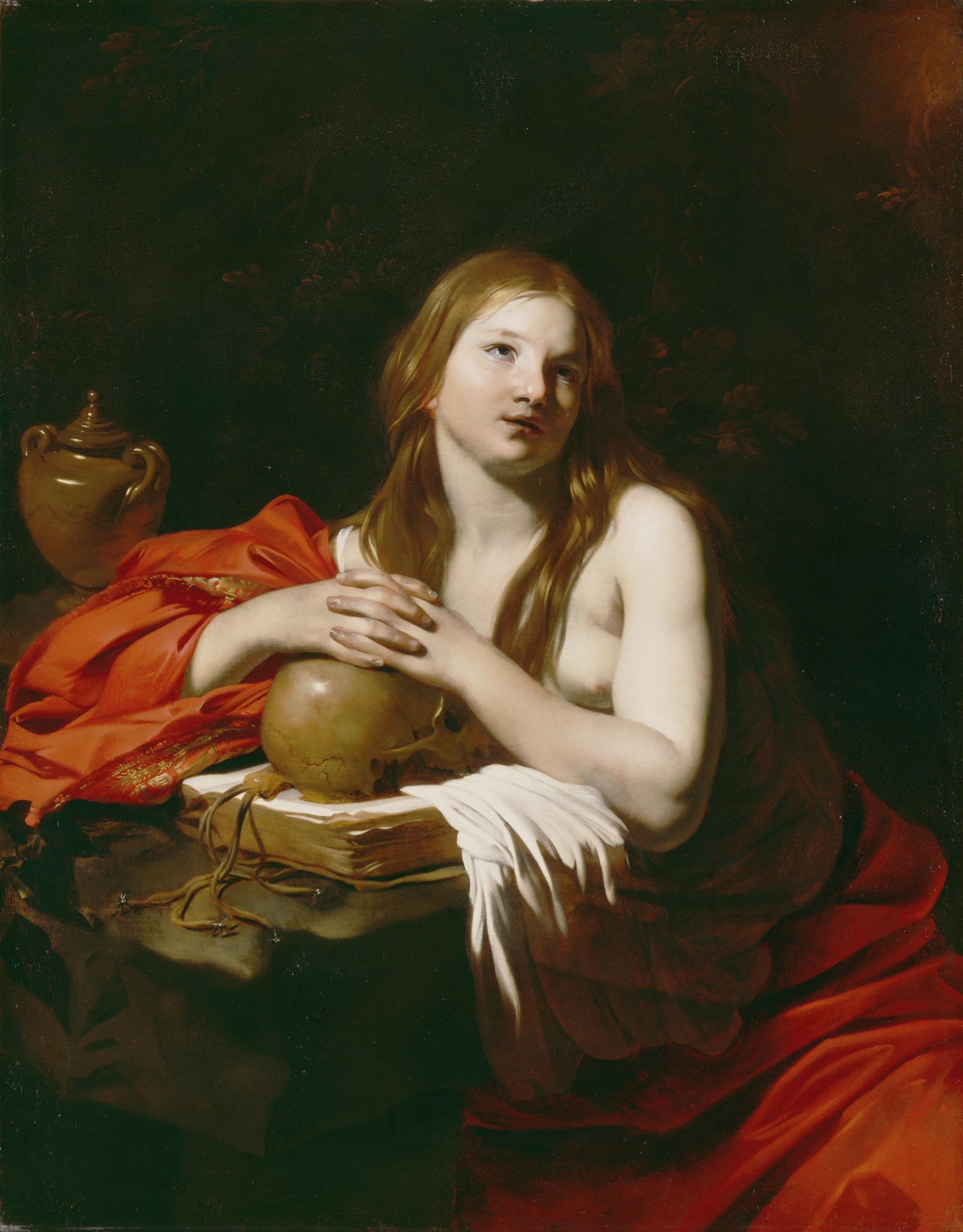
Madalena Penitente (c. 1625)

- Alegoria da Vaidade - Pandora (1626), coleção privada
- Trapaceiros e Cartomante (1620-1622), Museu de Belas Artes de Budapeste
- Cena de Carnaval (1630), Museu Nacional de Varsóvia
- A Morte de Sophonisba (1665-1667), Museu e Galeria de Arte New Walk, Leicester
- Jogo de Adivinhação (1620-1625), Galleria degli Uffizi - Florença
- A Cartomante, Nicolas Régnier (1625-1626), Musée du Louvre
- Marquês Vincenzo Giustiniani (1630)
- Um Músico Tocando Alaúde para Uma Garota Cantando (1621-1622), coleção privada
- A Madalena Penitente (1650-1660), Birmingham Museum and Art Gallery
- Penitent Mary Magdalene, coleção privada
- Retrato de Maria Farnese (1638)
- Santo João Batista (1615-1620), Hermitage - São Petersburgo
- São Sebastião (1620), Hermitage - São Petersburgo
- São Sebastião (1622-1625), Pinacoteca dos Mestres Antigos - Dresden
- São Sebastião Tratado por Santa Irene, Ferens Art Gallery - Hull
- Autorretrato com um Retrato em um Cavalete (1623-1624), Fogg Museum of Art - Universidade Harvard
- Homem adormecido acordado por uma jovem mulher com fogo (também conhecido como Cena da Cartomante), Museu Nacional de Belas-Artes da Suécia - Estocolmo
- Vaidade (1626), Museu de Belas Artes de Lyon
- Alegoria da Vaidade - Pandora, Staatsgalerie Stuttgart.[8]
- Batismo de Cristo, 1627, Igreja de San Giovanni Battista dei Genovesi, Roma
- Davi com a Cabeça de Golias, 1616, Palazzo Spada, Galleria Spada, Sala IV, Inventário n° 176, Roma (A atribuição é discutida, alguns críticos considerando que esta pode ser uma obra de Bartolomeo Manfredi)
- Judith Segurando a Cabeça de Holofernes[9], Museu do Prato, Madrid.